# Should've Known Better
Should've Known Better è una canzone scritta e cantata da Richard Marx, pubblicata nel settembre del 1987 come secondo singolo estratto dal suo album di debutto Richard Marx. Il singolo raggiunse il terzo posto della Billboard Hot 100, così come il settimo posto della Mainstream Rock Songs nel 1987.
Marx divenne il primo artista solista maschio nella storia della musica a raggiungere la top 3 nella Billboard Hot 100 con quattro singoli estratti da un album di debutto.
Il testo della canzone tratta di un uomo che è ancora innamorato della sua ex-ragazza, ed è torturato da questo pensiero, fino al punto di rimpiangere di essersi innamorato di lei.

## Posizioni in classifica
Pubblicato nel settembre del 1987 come secondo singolo dall'album di debutto di Richard Marx, Should've Known Better entrò alla posizione numero 64 della Billboard Hot 100, facendo registrare il più alto debutto in classifica di quella settimana. Il singolo raggiunse inoltre la posizione numero 20 della Hot Adult Contemporary Tracks. Altrove, il singolo si piazzò alla posizione numero 50 nel Regno Unito.